# Makedonski železnici

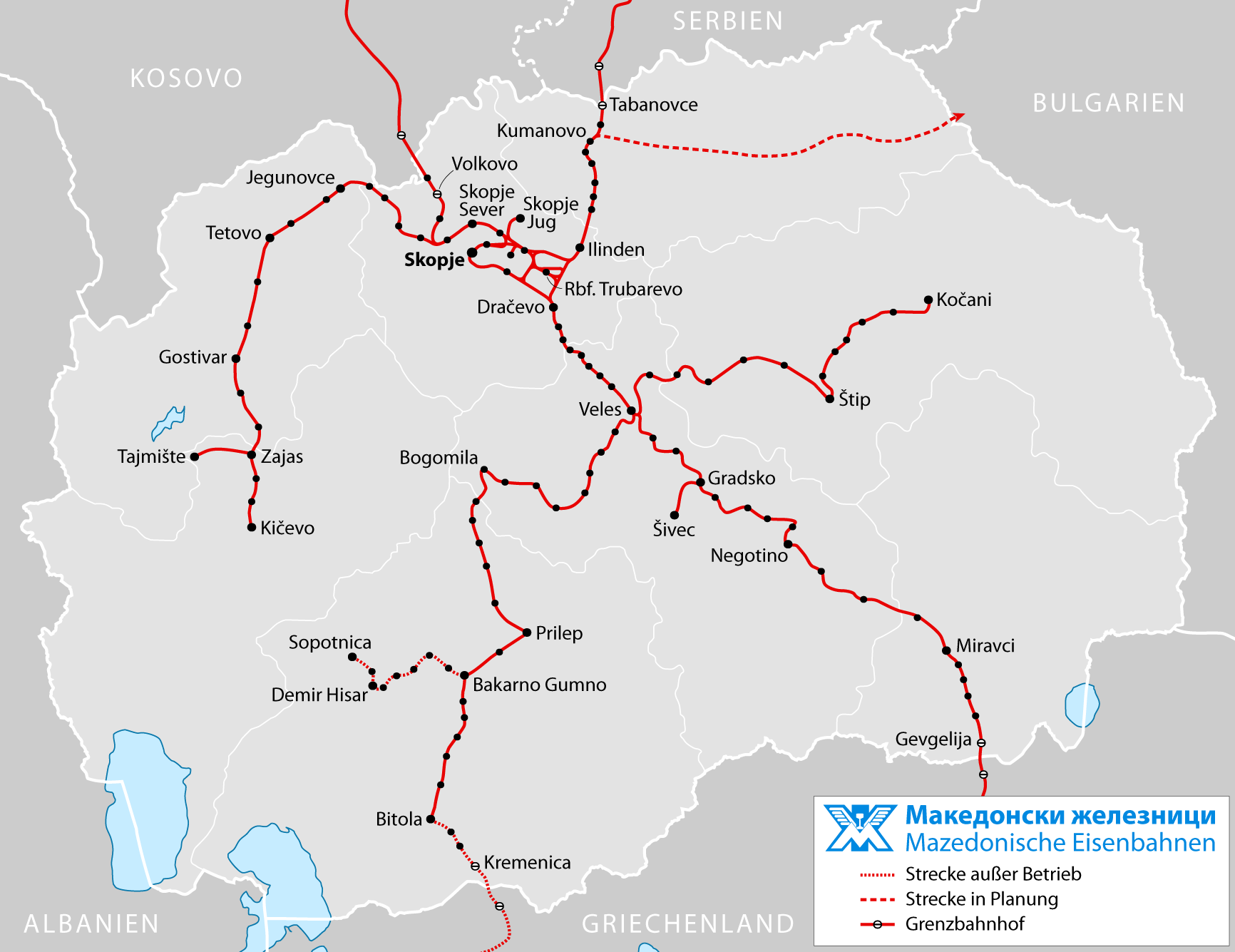
Mapa makedonské železniční sítě. Přerušovanými čarami jsou zakresleny tratě plánované a tratě se zastaveným provozem

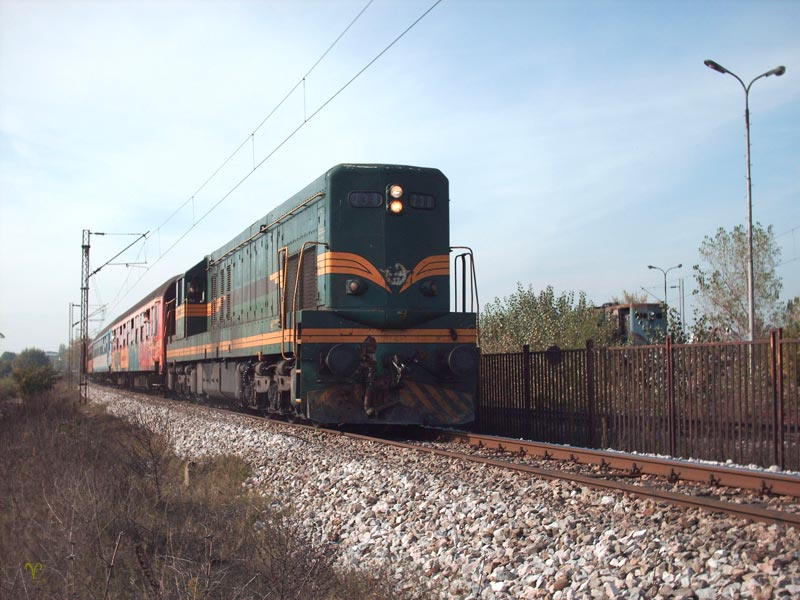
Vlak Makedonských železnic

Makedonski železnici (Македонски железници) byl veřejný provozovatel železniční dopravy v Severní Makedonii. Společnost zanikla v roce 2007 rozdělením na provozovatele dráhy Makedonski železnici Infrastruktura a  provozovatele drážní dopravy Makedonski železnici Transport.
Železniční doprava v Severní Makedonii probíhá na síti tratí, čítající 699 km, z čehož je 232 km elektrizováno střídavou napájecí soustavou 25 kV, 50 Hz. Severní Makedonie je připojena k síti řeckých a srbských železnic a k železnicím v Kosovu (tato trať byla od války v Kosovu v roce 1999 až do roku 2005 uzavřena). Připojení k tratím Albánie a Bulharska existuje zatím pouze v plánech.
Celá síť byla jednokolejná, vozidla pocházející ještě z parku bývalých jugoslávských železnic, byla zastaralá, infrastruktura byla také ve špatném stavu a v jízdním řádu mnoho spojů nenalezneme. Všechny tyto faktory způsobují, že ačkoliv jsou zde jízdenky levné, přesto není železnice cestujícími příliš využívána. Od srbských k řeckým hranicím (Tabanovce-Gevgelia) prochází Panevropský železniční koridor, konkrétně Koridor 10 (Salcburk-Soluň), na jehož odbočce (10c) leží také vlakové nádraží v hlavním městě Skopje. Makedonií projíždějí mezinárodní rychlíky s přímými lůžkovými a lehátkovými vozy, které pokračují i do dalších evropských zemí.

## Budoucnost
V současnosti (říjen 2015) je možné využít mezistátního spojení do sousedního Kosova (Skopje-Priština), Srbska (Skopje-Beograd) a Řecka (Skopje-Soluň). Neshody mezi Srbskem a Kosovem vytvořily z odbočky do Prištiny prakticky slepou kolej. Spojení Severní Makedonie s Evropou tak zajišťuje mj. právě trať do Srbska, zejména nádraží Bělehrad nebo odbočka do Bulharska ve městě Niš. Hospodářská krize také brzdí dokončení odbočky (10d) z Bitoly do řeckého přístavu Igoumenitsa. Makedonská vláda je pozitivně hodnocena EU za dílčí pokroky při dostavbě Koridoru 10. Dalším Panevropským koridorem, je Koridor 8, který využívá stávající železniční infrastrukturu (Kumanovo-Kičevo). Projekt počítá s propojením bulharského přístavu Varna, makedonským Skopje a albánským přístavem Drač. Tím by Severní Makedonie získala železniční spojení s Albánií a Bulharskem, ale jako vnitrozemský stát, jednodušší přístup k Černému a Středozemnímu moři. Koridor VIII však bude značně finančně náročný. V roce 2011 makedonská vláda zadala vyhotovení koncepčního projektu, studie proveditelnosti a vlivu na životní prostředí v úseku Kičevo-Albánie, st. hranice (63 km). O rok později, rozhodla o zpracování technické dokumentace v úseku Kumanovo-Bulharsko, st. hranice. Prodloužením trati z Kičeva k albánskému městu Lin, zbývá dobudovat jen krátký úsek ke stávající železniční trati (Pogradec-Drač), toto spojení by přineslo jednodušší spojení k jezeru Ohrid, které patří mezi vyhledávané turistické cíle v obou zemích. Nemalé investice do železniční infrastruktury proto bude muset vynaložit i Albánie, jejíž vozový park či kolejový svršek nikdy nesplňoval evropské standardy. V materiálech k projektu Koridoru 8 (např. na stránkách Ministerstva dopravy Severní Makedonie), je napojení na albánskou železniční sít zmiňováno velmi okrajově. Projekt je tak primárně zaměřen na železniční spojení s Bulharskem.

## Nákladní doprava
V nákladní dopravě je důležitá přeprava uhlí a ropy.